# ふしぎ魔法ファンファンファーマシィー
『ふしぎ魔法ファンファンファーマシィー』（ふしぎまほう ファンファンファーマシィー）は、1998年2月14日から1999年2月6日までテレビ朝日系全国ネットのアニメコンプレックス枠『アニメ週刊DX!みいファぷー』内で放送された作品の1つ。全48話。制作は東映動画。

## 概要
小学館の絵本雑誌『おひさま』で1995年4月号から1999年5月号まで連載していた作品『ファンファン・ファーマシィー』（作 - 柏葉幸子、絵 - 荒木慎司、単行本 - おひさまのほん）を原作とする短編アニメで、毎週10分弱の時間内で放送されていた。8月1日放送分では第23話と第24話が2話連続で放送されたため、話数は『みいファぷー』枠自体の放送回数を上回っている。また、その後もこの作品のみを30分フルで放送する回が4回にわたり設けられた。
内容は多少テレビ向けにアレンジされている。例えば、原作のメインキャラクターであるなつみをサブキャラクターとし、原作のなつみのポジションをオリジナルキャラクターのぽぷりに置き換え、物語的には原作の前日譚としている。なお、最終話は、ふきこが魔女である事になつみが気付くところで物語が締めくくられており、なつみが主人公である原作絵本に繋がるラストになっている。ただし、原作はなつみのいる商店街にファンファン・ファーマシィーが新規開店するところからスタートしており、連続性はない。
さらに、小学館の漫画雑誌『ちゃお』で原作と同じタイトルのコミカライズ作品『ファンファン・ファーマシィー』（執筆 - 森江真子、単行本 - フラワーコミックス・全2巻）が連載していた。これもテレビアニメ版をベースとして、当時の読者層を考慮してラブコメ要素が付加されるなど、さらにアレンジが加えられている。特に原作とコミカライズ版とではほぼ別物である。

## あらすじ
主人公の西野かおり（通称ぽぷり）は、にこにこ銀座に新たに引っ越して来たばかり。ぽぷりの家からちょうど100歩目には、本物の魔女・ふきこさんが経営する不思議な薬局があった。ふきこさんの見習いとして魔女になったぽぷりは、魔法を使う道具として「アルデルの小瓶」を譲り受ける。そして、にこにこ銀座で過ごす1年の間に、町の人々や四季の精霊、魔女仲間との交流を通じ、ぽぷりは魔女として、また人間として成長していく。

## 登場人物（声の出演）
- 西野かおり（ぽぷり）（声 - 小西寛子）

知りたがりで好奇心旺盛な女の子。明るく元気で周囲の雰囲気まで変える力を持ち、商店街の人たちからは度々「不思議な子」だと思われている。
- ふきこ（声 - 松島みのり）

ファンファンファーマシィーの店長であり魔女。派手好きで派手な洋服と化粧を身に纏っているが、心優しくぽぷりを導く。片付けが苦手で魔法を使っても苦手。
- ニボシ、なつみ、プカ（声 - 矢島晶子）
- のんすけ、ケーキ屋、コンビニバイト、シブ（声 - 永野愛）
- なおみ、ジルモ、マネ（声 - 渡辺久美子）
- ぽぷりママ、くるみ、しずえ（おばあさん）（声 - 熊谷ニーナ）
- 八百ひち、おそば屋、ロックスミス、とんでもない者（声 - 世田壱恵）
- 魚まさ、古本屋、夏の精霊（声 - 西村朋紘）
- カメラ屋、お茶屋、たばこ屋の孫、花屋（声 - 私市淳）
- たばこ屋、おじいさん、グリム、風の老精霊（声 - 田実成寿）
- パン屋（声 - 松野太紀）
- 新刊の本屋、ラルウ（声 - 御崎朱美）
- アナウンス嬢、リック、ガル、ジルム、春の精、アマネ（声 - 三石琴乃）
- 青年（ごんまやせさん）（声 - 高戸靖広）
- ピンチイ、こぐま座（声 - 天神有海）
- リリエル（声 - 山本圭子）
- イライザ（声 - 土井美加）
- 老紳士（声 - 丸山詠二）

## スタッフ
- 原作 - 柏葉幸子、荒木慎司（小学館『おひさま』連載）
- 監督（シリーズディレクター） - 貝澤幸男
- シリーズ構成・脚本 - 小中千昭
- キャラクターデザイン - 伊藤郁子
- 美術デザイン - 鹿野良行
- 色彩設定 - 佐久間ヨシ子
- デジタル彩色 - 松山久美子、秋山宜隆
- デジタル撮影 - 高橋基、若尾卓見（東映化学デジタルラボテック）
- 音楽 - 小坂明子
- ビデオ編集 - 東京現像所
- 音響効果 - 今野康之、奥田維城 (スワラ・プロ)
- 協力 - 東映アカデミー
- プロデューサー - 上田めぐみ、矢田晃一、東伊里弥
- アニメーション制作 - 東映動画
- 製作 - テレビ朝日、東映エージェンシー、東映

## 主題歌
放送当時は3作品をまとめた枠の中で放送されていたため、この作品単独でのオープニング・エンディングは存在していなかった。DVD-BOXの発売にあたり、当時のスタッフの手による新作映像を用いたオープニング・エンディングが作成され、各話のクレジットとともに収録された。なお、レンタルビデオ版では番組オープニング・エンディングの「ウキウキパラダイス」（米良美一歌唱版）「バナナチップス」が流用されている。
オープニングテーマ「ぽぷりはにこにこ元気」
作曲・編曲 - 小坂明子
エンディングテーマ「しあわせ一つ二つ…」
作詞 - 貝澤幸男 / 作曲・編曲 - 小坂明子 / 歌 - 小西寛子

## 各話リスト
| 話 | 放送日         | サブタイトル                                  | 演出       | 作画監督   | 美術監督 | VHS収録巻 | DVD収録巻 |
| -- | -------------- | --------------------------------------------- | ---------- | ---------- | -------- | --------- | --------- |
| 1  | 1998年 2月14日 | まじょのくすりやさん                          | 貝澤幸男   | 伊藤郁子   | 鹿野良行 | 第1巻     | 第1巻     |
| 2  | 2月21日        | まほうのこびん                                | 五十嵐卓哉 | 爲我井克美 | 鹿野良行 | 第1巻     | 第1巻     |
| 3  | 2月28日        | はちみつどろぼう                              | 小坂春女   | 上野ケン   | 鹿野良行 | 第1巻     | 第1巻     |
| 4  | 3月7日         | ぽぷりのさかなやさん                          | 貝澤幸男   | 伊藤郁子   | 中西英和 | 第1巻     | 第1巻     |
| 5  | 3月14日        | ふきこさんのおかいもの                        | 五十嵐卓哉 | 爲我井克美 | 中西英和 | 第1巻     | 第1巻     |
| 6  | 3月21日        | ゆきだるまがふってきた                        | 今沢哲男   | 上野ケン   | 中西英和 | 第1巻     | 第1巻     |
| 7  | 3月28日        | まほうはすてき                                | 小坂春女   | 進藤満尾   | 三宅昌和 | 第2巻     | 第1巻     |
| 8  | 4月11日        | にこにこぎんざのおはなみ                      | 五十嵐卓哉 | 梅原隆弘   | 中西英和 | 第2巻     | 第1巻     |
| 9  | 4月18日        | パンのまほう                                  | 貝澤幸男   | 伊藤郁子   | 石田勝則 | 第2巻     | 第1巻     |
| 10 | 4月25日        | くしゃみのひみつ                              | 今沢哲男   | 進藤満尾   | 三宅昌和 | 第2巻     | 第1巻     |
| 11 | 5月2日         | おさんぽニボシ                                | 小坂春女   | 爲我井克美 | 吉田智子 | 第2巻     | 第1巻     |
| 12 | 5月9日         | カメラのきもち                                | 貝澤幸男   | 上野ケン   | 中西英和 | 第2巻     | 第1巻     |
| 13 | 5月23日        | くろいたねのまほう                            | 今沢哲男   | 杉本道明   | 石田勝則 | 第3巻     | 第2巻     |
| 14 | 5月30日        | こんにちはなつみちゃん                        | 小坂春女   | 中田正彦   | 三宅昌和 | 第3巻     | 第2巻     |
| 15 | 6月6日         | まほうのルーペ                                | 五十嵐卓哉 | 伊藤郁子   | 中西英和 | 第3巻     | 第2巻     |
| 16 | 6月13日        | にじいろかたつむり                            | 貝澤幸男   | 進藤満尾   | 石田勝則 | 第3巻     | 第2巻     |
| 17 | 6月20日        | はしるはなよめさん                            | 今沢哲男   | 爲我井克美 | 三宅昌和 | 第3巻     | 第2巻     |
| 18 | 6月27日        | こわいふるほんやさん                          | 小坂春女   | 上野ケン   | 中西英和 | 第3巻     | 第2巻     |
| 19 | 7月4日         | においがきえた                                | 貝澤幸男   | 杉本道明   | 三宅昌和 | 第4巻     | 第2巻     |
| 20 | 7月11日        | ぽぷりのぼうけん                              | 五十嵐卓哉 | 中田正彦   | 中西英和 | 第4巻     | 第2巻     |
| 21 | 7月18日        | ケーキがいっぱい                              | 今沢哲男   | 伊藤郁子   | 鹿野良行 | 第4巻     | 第2巻     |
| 22 | 7月25日        | 三作合体夏休み特別ミステリー ふしぎな箱の物語 | 貝澤幸男   | 進藤満尾   | 三宅昌和 | 欠番      | 第2巻     |
| 23 | 8月1日         | プールがたいへん                              | 小坂春女   | 爲我井克美 | 中西英和 | 第4巻     | 第2巻     |
| 24 | 8月1日         | あけてはいけないドア                          | 五十嵐卓哉 | 上野ケン   | 鹿野良行 | 第4巻     | 第2巻     |
| 25 | 8月8日         | さびしいつちクジラ                            | 貝澤幸男   | 杉本道明   | 石田勝則 | 第4巻     | 第3巻     |
| 26 | 8月15日        | にこにこぎんざのぼんおどり                    | 今沢哲男   | 中田正彦   | 三宅昌和 | 第5巻     | 第3巻     |
| 27 | 8月22日        | まじょのアマネ                                | 五十嵐卓哉 | 伊藤郁子   | 中西英和 | 第5巻     | 第3巻     |
| 28 | 8月29日        | くちべにつけた                                | 小坂春女   | 進藤満尾   | 石田勝則 | 第5巻     | 第3巻     |
| 29 | 9月5日         | ちていたんけん                                | 貝澤幸男   | 爲我井克美 | 鹿野良行 | 第5巻     | 第3巻     |
| 30 | 9月12日        | どきどきまほう                                | 五十嵐卓哉 | 上野ケン   | 三宅昌和 | 第5巻     | 第3巻     |
| 31 | 9月26日        | ノームのおにわ                                | 今沢哲男   | 杉本道明   | 鹿野良行 | 第6巻     | 第3巻     |
| 32 | 10月3日        | うしろのしょうめん                            | 小坂春女   | 中田正彦   | 鹿野良行 | 第6巻     | 第3巻     |
| 33 | 10月10日       | こころのわすれもの                            | 貝澤幸男   | 伊藤郁子   | 鹿野良行 | 第6巻     | 第3巻     |
| 34 | 10月17日       | おそばをたべたくなるまほう                    | 今沢哲男   | 進藤満尾   | 鹿野良行 | 第6巻     | 第3巻     |
| 35 | 10月31日       | にこにこぎんざがあぶない                      | 五十嵐卓哉 | 爲我井克美 | 石田勝則 | 第6巻     | 第3巻     |
| 36 | 11月7日        | ぽぷりの新魔法 ジルムとジルモ                 | 今沢哲男   | 杉本道明   | 鹿野良行 | 第6巻     | 第3巻     |
| 37 | 11月14日       | ねこになったぽぷり                            | 小坂春女   | 宮原直樹   | 鹿野良行 | 第7巻     | 第4巻     |
| 38 | 11月21日       | やおひちさんのプレゼント                      | 五十嵐卓哉 | 中田正彦   | 中西英和 | 第7巻     | 第4巻     |
| 39 | 11月28日       | なにかがみちをやってくる                      | 葛西治     | 伊藤郁子   | 中西英和 | 第7巻     | 第4巻     |
| 40 | 12月5日        | 世界の魔女が大集合! まじょかいぎ              | 今沢哲男   | 杉本道明   | 鹿野良行 | 第7巻     | 第4巻     |
| 41 | 12月12日       | みずうみのひみつ                              | 小坂春女   | 爲我井克美 | 鹿野良行 | 第7巻     | 第4巻     |
| 42 | 12月19日       | サーカスがやってきた                          | 葛西治     | 進藤満尾   | 中西英和 | 第7巻     | 第4巻     |
| 43 | 12月26日       | ほんのなかのぼうけん                          | 五十嵐卓哉 | 伊藤郁子   | 鹿野良行 | 第8巻     | 第4巻     |
| 44 | 1999年 1月9日  | ひとりぼっちのかげぼうし                      | 貝澤幸男   | 宮原直樹   | 石田勝則 | 第8巻     | 第4巻     |
| 45 | 1月16日        | かぜにのって                                  | 今沢哲男   | 中田正彦   | 石田勝則 | 第8巻     | 第4巻     |
| 46 | 1月23日        | ぽぷりのポケット                              | 小坂春女   | 宮原直樹   | 石田勝則 | 第8巻     | 第4巻     |
| 47 | 1月30日        | ながれぼしにおねがい                          | 貝澤幸男   | 杉本道明   | 石田勝則 | 第8巻     | 第4巻     |
| 48 | 2月6日         | にこにこぎんざにさようなら                    | 貝澤幸男   | 伊藤郁子   | 田尻健一 | 第8巻     | 第4巻     |

## 映像ソフト
1998年12月から翌年7月まで毎月1巻ずつ、レンタルビデオがリリースされていた。発売は小学館、販売が東映および東映ビデオ。全8巻。第5巻のみ5話、他は6話ずつ、話数順に収録されている。ただし、3作品合同の第22話は未収録。また、30分フルに放送された第29・36・40・43話は「スペシャル1 - 4話」として別カウントになっており、最終話は第44話とされている。
2003年8月22日にはDVD-BOXがリリースされた。こちらは第22話も収録されている。（品番：ASHB-1280）
2014年7月30日にはDVDメモリアルパックがフロンティアワークスより発売された。（品番：FFBN-9001）